# Rattinatura
La rattinatura o ratinatura è un trattamento di finissaggio dei tessuti. In particolare si utilizza per certi tipi di panno in lana.
Viene applicato dopo la garzatura, che estrae un fitto pelo dalla superficie del tessuto, e la cimatura, che lo rende omogeneo. 
Con lo sfregamento e la pressione la peluria viene accorpata in fiocchi, gnocchetti, nodini, onde, che cercano di imitare l'aspetto della pelliccia degli animali.  
Anticamente questa operazione era fatta strusciando la superficie con pietra, oggi con una macchina chiamata rattinatrice che tramite i movimenti di una piastra compie l'operazione. Regolando i movimenti della rattinatrice si possono ottenere diversi effetti, nella dimensione dei fiocchetti, nella direzione, nell'ondulazione.

## Tipi di rattinatura
- Ricciolo, tipico del panno casentino.
- Armourè
- Ratinè
- Frisé
- Floconè
- Perlinè
- Moutonnè

Questa lavorazione viene applicata a panno pesante destinato all'abbigliamento invernale, in particolare per cappotti, mantelli e giacche.
Un tessuto rattinato storico italiano è il panno casentino prodotto ancora oggi in Toscana.